# John Shepherd-Barron
Pour les articles homonymes, voir Shepherd et Barron.
John Adrian Shepherd-Barron, né le 23 juin 1925 à Shillong, Assam en Inde et mort le 15 mai 2010 à Inverness en Écosse, est un inventeur écossais.

## Biographie
John Shepherd-Barron étudie à l’Université d'Édimbourg et au Trinity College de l'Université de Cambridge. Il intègre la société De La Rue Instruments au début des années 1960. Il y conçoit le concept du distributeur automatique de billets de banque utilisable 24 heures sur 24 et 7 jours sur 7. La première machine est installée à l'agence d'Enfield, branche de la Barclays, au nord de Londres en juin 1967.
Un bon en papier inséré dans la machine, un code secret à quatre chiffres et la machine délivre des billets de dix livres.
Shepherd-Barron est, pratiquement, le père du moderne guichet automatique bancaire.

### Distinction
- 2005 -  Officier de l'Ordre de l'Empire britannique (OBE)

### Sources
- (en) Collectif, Encyclopaedia of Information Technology, Atlantic Publishers & Distributors, 2007, 816 p. (ISBN 978-81-269-0752-6 et 81-269-0752-5, lire en ligne)